# Heinz Terworth
Heinrich “Heinz” Terworth (* 12. Januar 1905 im Deutschen Reich; † nach 1973) war ein deutscher Tontechniker beim Film.

## Leben und Wirken
Über Terworths Herkunft und frühen Jahre ist nur wenig bekannt. Er stieß offensichtlich zur Zeit des Dritten Reichs zum Film, ist aber in dieser Branche erst seit der frühen Nachkriegszeit als Tontechniker nachzuweisen. In Grünwald bei München ansässig, arbeitete er häufig für bayerische Produktionen, in den Anfangsjahren aber auch immer wieder für Firmen in Hamburg. In den 1950er Jahren wurde Terworth bevorzugt für Heimatfilme (u. a. Ganghofer-Adaptionen) und Leinwandoperetten geholt. 
Mit dem Niedergang des bundesdeutschen Kinos zu Beginn der 1960er Jahre wirkte er vor allem für das Fernsehen. Hier betreute Heinz Terworth anfänglich ambitionierte Literaturverfilmungen, sorgte aber auch bei historischen Dokumentarspielen und TV-Serien für den guten Ton. Selbst der Ausflug der britischen Komikergruppe Monty Python zum deutschen Fernsehen (Monty Python’s Fliegender Zirkus) wurde 1971 von Terworth tontechnisch betreut. 1974 verschwand er aus dem Blickfeld der Öffentlichkeit.

## Filmografie
bis 1960 beim Kinofilm, danach beim Fernsehen, wenn nicht anders angegeben
- 1948: Die kupferne Hochzeit
- 1948: Morgen ist alles besser
- 1949: Tromba
- 1949: 1 x 1 der Ehe
- 1949: Begegnung mit Werther
- 1949: Geliebter Lügner
- 1950: Schatten über Neapel
- 1950: Gute Nacht, Mary
- 1950: Zwei in einem Anzug
- 1950: Kronjuwelen
- 1951: Die Alm an der Grenze
- 1951: Die Martinsklause
- 1952: Der eingebildete Kranke
- 1952: Die Försterchristel
- 1952: Alraune
- 1952: Im weißen Rössl
- 1953: Ehestreik
- 1953: Der Vogelhändler
- 1953: Der Klosterjäger
- 1954: Dieses Lied bleibt bei dir
- 1954: Der Engel mit dem Flammenschwert
- 1954: Schloß Hubertus
- 1954: Geliebtes Fräulein Doktor
- 1955: Das Schweigen im Walde
- 1956: Die Geierwally
- 1957: Der Edelweißkönig
- 1957: Alle Wege führen heim
- 1958: Der Schäfer vom Trutzberg
- 1958: Worüber man nicht spricht
- 1958: Besuch aus heiterem Himmel
- 1959: Jacqueline
- 1959: Labyrinth
- 1960: Lampenfieber
- 1960: Immer will ich dir gehören
- 1960: An heiligen Wassern
- 1962: Bedaure, falsch verbunden
- 1963: Sonderurlaub
- 1963: Don Carlos – Infant von Spanien
- 1963: Zweierlei Maß
- 1964: Eurydike
- 1964: Der Nachtkurier meldet … (Serie)
- 1964: Erzähl mir nichts (Kinofilm)
- 1965: Antigone
- 1966: Flucht ohne Ausweg (Mehrteiler)
- 1967: Nathan der Weise
- 1967: Das Attentat – Heydrich in Prag
- 1967: Walther Rathenau – Untersuchung eines Attentats
- 1968: Die Ente klingelt um ½ 8 (Kinofilm)
- 1968: Komm nur, mein liebstes Vögelein (Kinofilm)
- 1968: Othello
- 1969: Spion unter der Haube
- 1969: Das Attentat
- 1969, 1972: Der Kommissar (TV-Serie, zwei Folgen)
- 1971: Monty Python’s Fliegender Zirkus
- 1974: Telerop 2009 – Es ist noch was zu retten